# 東上ガス
東上ガス株式会社（とうじょうガス）は、埼玉県志木市に本社を置く、日本の都市ガス、プロパンガスを主力とするエネルギー販売会社である。

## 概要
東京・埼玉・栃木・群馬・茨城・千葉・神奈川・山梨・静岡の1都8県でLPガスを供給している。神奈川県一部地域において都市ガス供給を行っている。また、埼玉県南部地域及び東京都多摩地域の一部においても、当社関連会社である大東ガス（本社：埼玉県三芳町）が都市ガス供給を行っている。また、2016年4月より電気の販売もしている。

## 関連会社
- 大東ガス株式会社 - 関連会社。1961年、当社の全額出資により設立。
- 山二ガス株式会社 - 関連会社。2012年に業務提携。[2]